# Kfar Saba
Kfar Saba (hebreu: כפר סבא‎; àrab: كفر سابا, Kfar Sābā) és una ciutat del Districte Central d'Israel.

## Història
Kfar Saba (antiga Cafarsaba) va ser un important assentament pertanyent a la tribu d'Efraín, al sud de la plana de Sharon durant el període del Segon temple.
S'esmenta per primera vegada en els escrits de Flavi Josep, durant un intent d'Alexandre Janeu de posar fi a una invasió del Nord dirigida per Antíoc (Antiguitats, llibre 13, capítol 15).
Kfar Saba també apareix al Talmud en relació amb el delme del blat de moro i la figuera de sicómor de Cafarsaba. Kfar Saba s'esmenta en el Mosaic de Rehob, el text Talmudic més antic conegut, que data del segle iii.
Els terrenys on es troba la moderna ciutat de Kfar Saba van ser comprats per una societat jueva per realitzar un assentament el 1898. Malgrat atractius anuncis a Jerusalem i a Londres, els intents de vendre les parcel·les als particulars no van tenir èxit, a causa que els terrenys es trobaven en una zona molt desolada, lluny de qualsevol altre assentament jueu.
El paixà otomà de Nablus, a la governació del qual pertanyien els terrenys, es va negar a donar els permisos de construcció. Per tant, els primers colons es van veure obligats a viure en barraques de fang i palla. Es guanyaven la vida conreant ametlles, raïms i olives. La major part de la mà d'obra eren àrabs de Qalqilya. L'any 1912 es permet als colons jueus edificar i traslladar-se a un habitatge permanent.
En la Primera Guerra Mundial, Kfar Saba va ser línia del front entre l'exèrcit britànic i l'exèrcit Otomà, i va ser destruïda. Al mateix temps prop de mil residents de Tel-Aviv i Jaffa venen a viure a la ciutat, ja que havien estat expulsats per la força de les seves llars pels otomans, a causa dels pogroms de 1921. L'any 1924 s'hi van unir altres colons. En aquest període es desenvolupa el cultiu de cítrics. El 1937 Kfar Saba va ser declarada un consell local.
Al moment de la revolta àrab, en 1936-1939, igual que durant la Guerra d'independència d'Israel de 1948, la població de Kfar Saba va patir atacs des dels països àrabs veïns, poc temps abans de la Declaració d'independència d'Israel.
Durant la Guerra dels Sis Dies, Kfar Saba va patir atacs des del poble veí de Qalqilya que es troba just en la línia de l'armistici de 1949 amb Jordània.

## Demografia

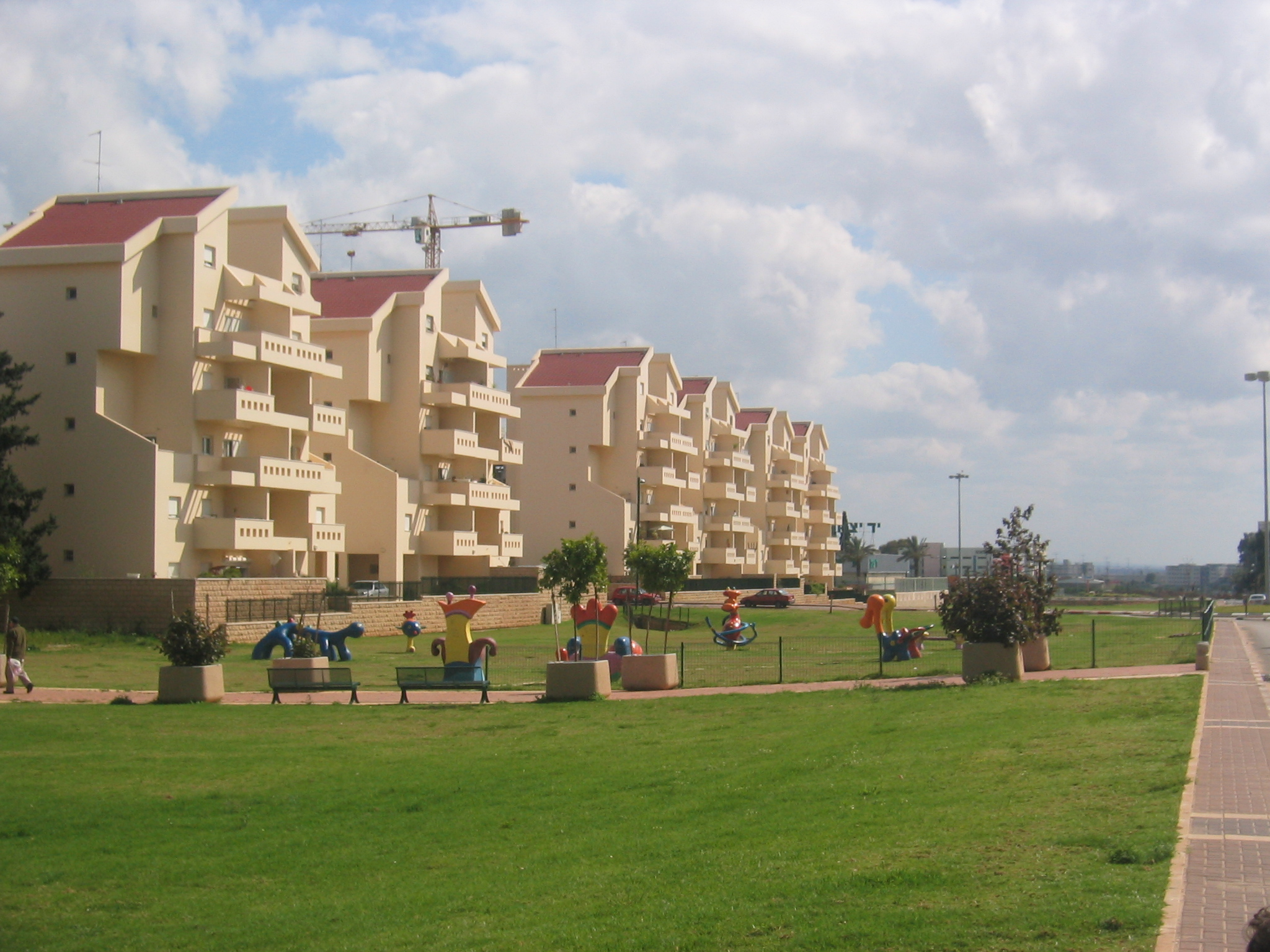
El nou districte Hadarim

Segons l'Oficina Central d'Estadístiques d'Israel (CBS), per a l'any 2011, la composició ètnica de la ciutat va ser del 97,8% jueus i 2,2% uns altres. A més, hi havia 4.126 immigrants residents. Així mateix, d'acord amb la CBS, hi havia 56.500 homes i 62.500 dones en 2011. La piràmide de la població de la ciutat és la següent: 31,1% fins a 19 anys, 16,3% entre 20 i 29, el 17,7% entre 30 i 44, el 20,2% de 45 a 59, el 3,5% de 60 a 64, i 11.3% 65 anys o més. La taxa de creixement demogràfic va ser del 2,0% per a aquest any.
La ciutat ocupa un lloc destacat en l'escala socioeconòmica.

## Ingressos

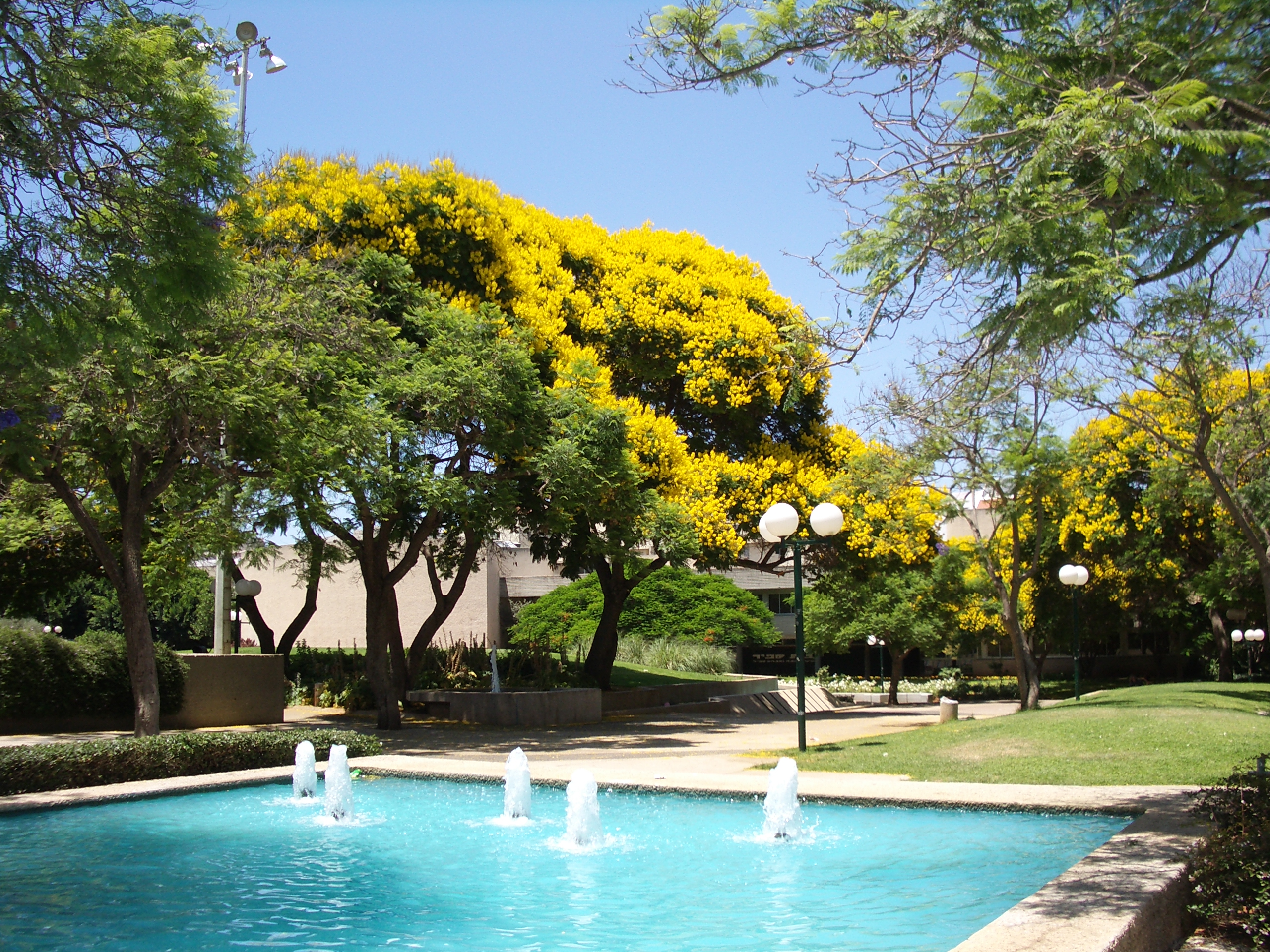
Paisatge de Kfar Saba a l'estiu

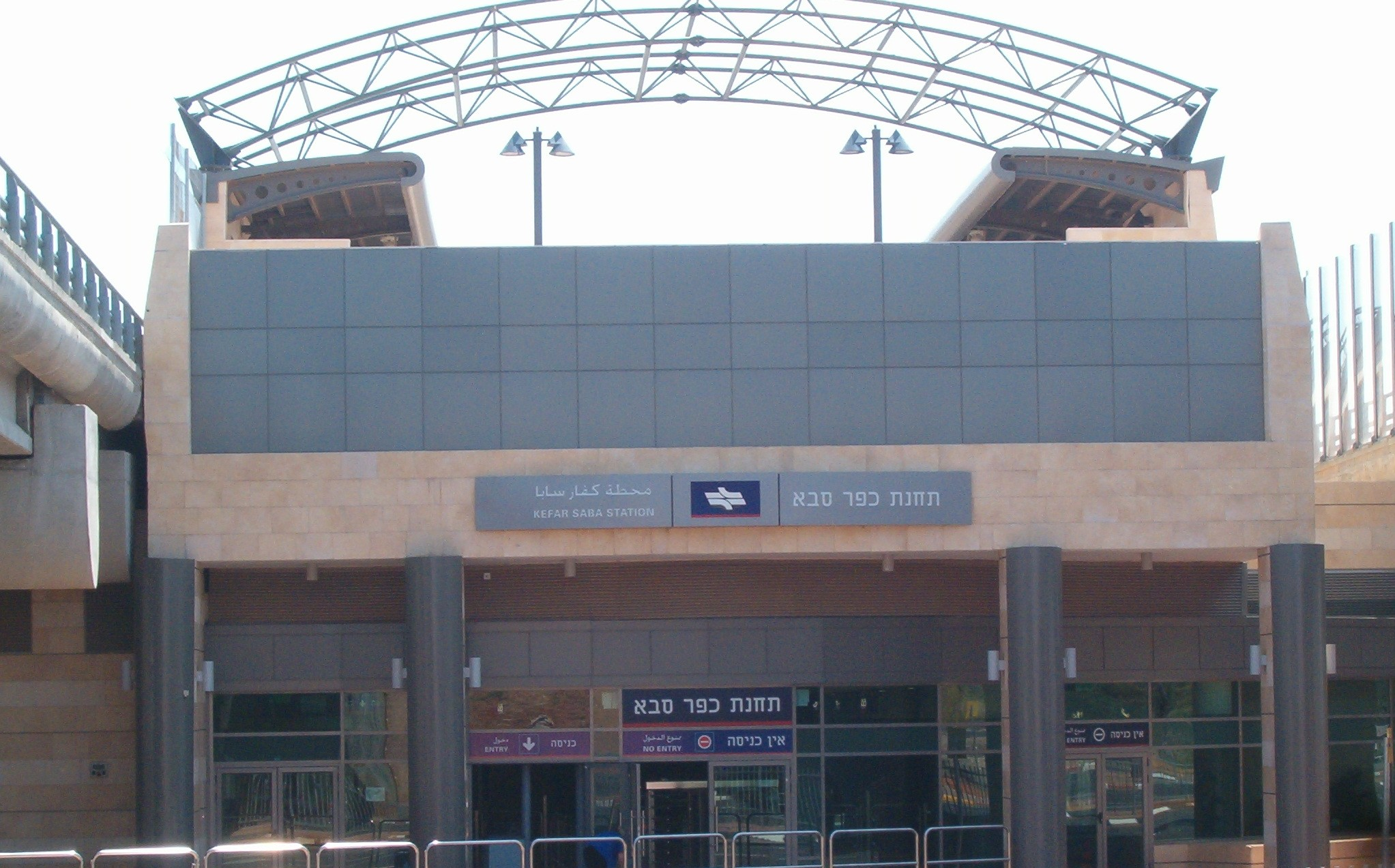
Estació del tren. Kfar Sava

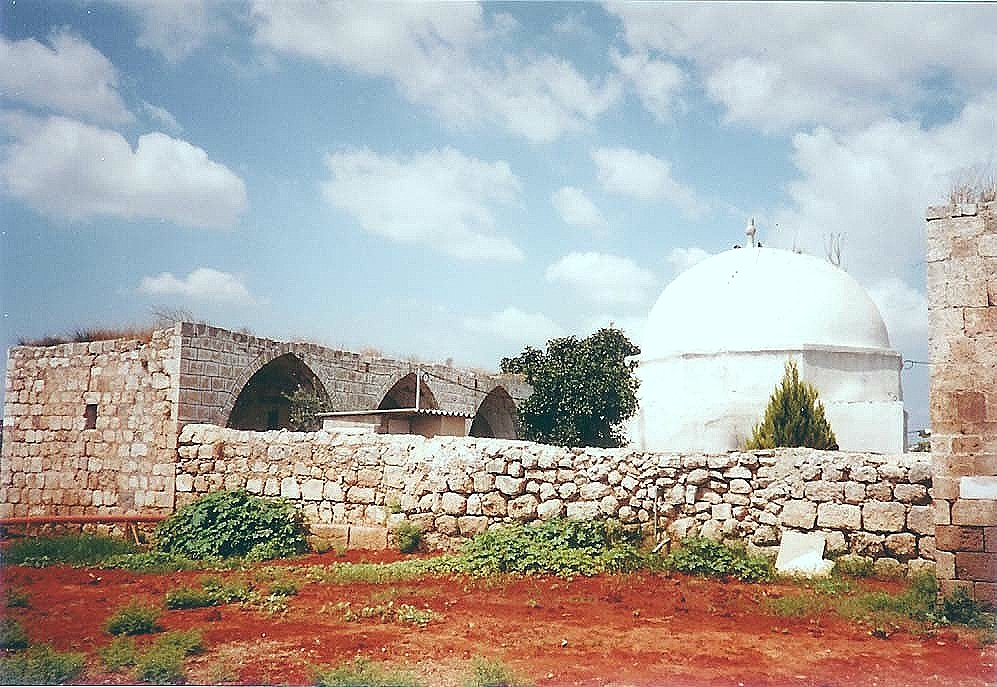
Mausoleu de Nabi Yamin (Tomba de Benjamin, fill de Jacob)

Segons la CBS, l'any 2011 hi havia 50.672 treballadors assalariats i 5.648 autònoms a Kfar Saba. La mitjana de salari mensual el 2011 per a un treballador assalariat era de 8.460 xéquels (ILS). Els homes assalariats tenen un salari mitjà mensual de 9.343 xéquels contra 5.033 xéquels per a les dones. La mitjana d'ingressos per als treballadors per compte propi va ser de 15.000 xéquels.
El mateix any 5.015 persones van rebre subsidis de desocupació i 5.682 persones van rebre una garantia d'ingressos.

## Educació
Segons l'Oficina Central d'Estadística, Kfar Saba compta amb 37 escoles amb 24.598 estudiants. Hi ha 20 escoles primàries (13.148 alumnes) i 21 escoles secundàries (11.450 estudiants).

## Salut
La població de Kfar Sava és servida per l'Hospital Meir.

## Arqueologia
Restes d'un antic poble israelita van ser descoberts a l'est de la ciutat, i es creu que són les ruïnes de la bíblica Capharsaba. Algunes de les troballes arqueològiques es poden observar a prop de la fàbrica d'acer abandonada (Tzomet Pladah).

## Residents notables
- Gabi Ashkenazi, ExCap de les FDI
- Miki Berkovich, exjugador de bàsquet
- Galit Chait, patinadora de gel
- David Klein, l'ex governador del Banc d'Israel
- Idan Raichel, músic
- Punxes Sapir, polític
- Harel Skaat, cantant
- Shelly Yachimovich, periodista i polític
- Lee Biran, cantant

## Conflicte palestí-israelià
Kfar Saba, que es troba just al costat de la Línia Verda, que la divideix de la ciutat palestina de Qalqilya, ha estat un blanc freqüent d'atacs terroristes.
Al maig de 1991, un palestí suïcida que portava un cinturó explosiu va matar un metge i va provocar 50 ferits en una parada d'autobús.
Al març de 1992, un palestí va obrir foc contra els transeünts en una important intersecció, matant una nena israeliana i ferint 16 persones abans de ser crivellat i mort.
A l'abril de 2003, un palestí suïcida va explosionar una bomba a l'estació de tren de Kfar Saba, matant un guàrdia de seguretat i ferint 10 transeünts.

## Ciutats germanes
- Columbus (Ohio, Estats Units)
- Delft (Països Baixos)
- Jinan (República Popular Xina)
- San José (Costa Rica)
- Maracaibo (Veneçuela)
- Mülheim an der Ruhr (Alemanya)
- Amman (Jordània)
- Wiesbaden (Alemanya)